# Cingel (koord)

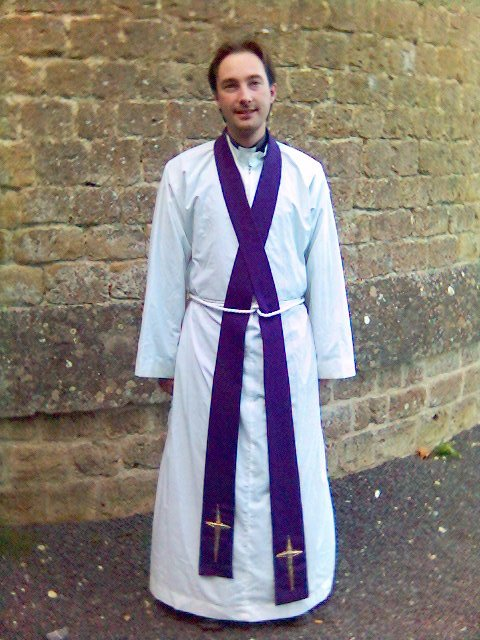
Een Anglicaanse priester met een witte cingel rond het middel

De cingel is het, meestal witte, koord waarmee de albe van katholieke geestelijken om het lichaam wordt vastgehouden.
Aan beide uiteinden zit gewoonlijk een kwastje. In sommige kerken is de cingel in onbruik geraakt omdat priesters tegenwoordig hun stola, net als de bisschop, recht van de hals naar beneden laten hangen. Vroeger werd de stola door de priesters voor de borst altijd gekruist gedragen, zodat de cingel wel noodzakelijk was om het geheel op zijn plaats te houden.
Soms is de cingel ook in de liturgische kleur van de paramenten uitgevoerd.